# Trymatococcus
Trymatococcus es un género con trece especies de plantas de flores de la familia Moraceae.

## Especies seleccionadas
- Trymatococcus africanus
- Trymatococcus amazonicus
- Trymatococcus conrauanus
- Trymatococcus dorstenioides
- Trymatococcus gilletii
- Trymatococcus guanabarinus
- Trymatococcus kamerunianus
- Trymatococcus oligandrus
- Trymatococcus oligogynus
- Trymatococcus paraensis
- Trymatococcus parvifolius
- Trymatococcus turbinatus
- Trymatococcus usambarensis